# NGC 5063
NGC 5063 este o galaxie spirală situată în constelația Centaurul. A fost descoperită în 1 mai 1834 de către John Herschel. Se află la o distanță de 47,42 de megaparseci de Pământ.